# Marten
Marten (en búlgaro: Мартен) es una ciudad de Bulgaria en la provincia de Ruse.

## Geografía
Se encuentra a una altitud de 23 m s. n. m. sobre la ribera izquierda del río Danubio a 325 km de la capital nacional, Sofía, en la frontera con Rumania.

## Demografía
Según estimación 2012 contaba con una población de 3 280 habitantes.
|         | 2004 | 2005 | 2006  | 2007  | 2008  | 2009  | 2010  | 2011  |
| Mujeres |      |      | 1 913 | 1 887 | 1 878 | 1 869 | 1 860 | 1 813 |
| Varones |      |      | 1 895 | 1 859 | 1 841 | 1 822 | 1 813 | 1 819 |
| Total   |      |      | 3 808 | 3 746 | 3 719 | 3 691 | 3 673 | 3632  |